# 나이키 매그

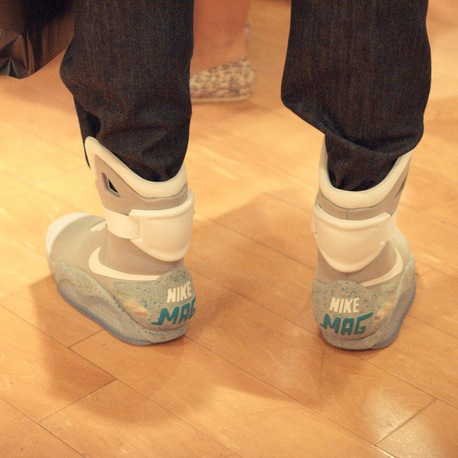
2011년 나이키 매그 신발

나이키 매그(영어: Nike MAG)는 나이키가 제작한 한정판 신발이다. 영화 《백 투 더 퓨처 2》에 등장하는 신발의 복제품이다. 나이키 매그는 2011년 첫 판매에 들어갔으며 2016년 다시 판매되었다. 2011년과 2016년 출시된 제품 모두 한정 수량이었다. 2011년판은 1,500쌍으로 제한되었고 2016년판은 89쌍으로 제한되었다.